# Oyrareingir
Oyrareingir est un village des îles Féroé situé sur l'île de Streymoy. Le village compte 44 habitants (chiffre de 2005).